# Vågsfjorden
El Vågsfjorden és un fiord situat al sud del comtat de Troms, Noruega. El fiord es troba entre les dues illes més grans de Noruega, Hinnøya al sud i Senja al nord. El fiord es connecta amb l'Andfjorden i amb altres fiords menors. Les illes més petites de Grytøya i Sandsøya es troben al costat occidental del fiord.
Amb 46 quilòmetres de llarg el fiord flueix a través dels municipis de Harstad, Tranøy, Dyrøy, Ibestad i Skånland. La ciutat de Harstad, a la riba occidental del fiord, és conegut popularment com a Vågsfjordens perle (català: perla del fiord de Vågs).